# Pągowiec (województwo świętokrzyskie)
Pągowiec (dawn. Pongowiec) – wieś w Polsce położona w województwie świętokrzyskim, w powiecie kieleckim, w gminie Raków.
W latach 1975–1998 miejscowość położona była w województwie kieleckim.
Na południowy wschód od wsi zachowały się ślady wałów fortalicji szlacheckiej z XVII wieku wybudowanej prawdopodobnie przez Jakuba Sienieńskiego.